# Bryopezus brevipennis
Bryopezus brevipennis är en stekelart som beskrevs av Erdös 1951. Bryopezus brevipennis ingår i släktet Bryopezus, och familjen finglanssteklar. Arten är reproducerande i Sverige.